# Napanee
Napanee är en kanadensisk stad i östra Ontario, och är belägen ungefär 40 kilometer väster om Kingston. Kommunen, Town of Greater Napanee, har 15 400 invånare (2006) på en yta av 459,71 km², varav 7 060 invånare bor i själva tätorten. Staden grundades i slutet av 1700-talet av engelska lojalister och blev stad 1854. Sir John A. Macdonald, Kanadas första premiärminister, arbetade som advokat i Napanee. Sångerskan Avril Lavigne är uppvuxen i Napanee, och sjunger om staden i sin låt My world. Den största arbetsgivaren i staden är en fabrik som tillhör Goodyear.